# Stadacona
Stadacona, nekadašnje indijansko selo na rijeci St. Lawrence, koje je 1535. godine posjetio francuski istraživač Jacques Cartier. Prema Samuelu Edwardu Dawsonu, selo je pripadalo Huron Indijancima, jednome od plemena iz porodice Iroquoian.
Prema nekim izvorima selo je imalo oko 500 stanovnika. Cartier je 1535. prezimio u Stadaconi. Te je zime pomrlo oko 50 njezinih stanovnika, vjerojatno od europskih bolesti na koje nisu imali imunitet, a istovremeno je pomrlo od skorbuta i 25 Francuza, prije no što su im domoroci dali lijek - napitak napravljen od listova bijelog cedra. Stanovnike Stadacone Cartier je nehotice uvrijedio osnivanjem baze na njihovom području bez njihovog pristanka, kao i putovanje uzvodno do sela Hochelaga. Cartier nakon toga otima poglavicu Donnacona, dvojicu njegovih sinova i sedam drugih Indijanaca te se vraća u Francusku. U Francuskoj prije njegovog povratka u Stadaconu 1541., Donnacona umire oko 1539. godine, kao i ostali Indijanci, osim jedne djevojke. Kada je to područje 70 godina kasnije istraživao Champlain ono je već bilo napušteno, a na njegom mjestu nastao je sadašnji Quebec

## Vanjske poveznice
- The Second Voyage, Stadacona